# Cunderdina setistriata
Cunderdina setistriata är en skalbaggsart som beskrevs av Lea 1930. Cunderdina setistriata ingår i släktet Cunderdina och familjen Melolonthidae. Inga underarter finns listade i Catalogue of Life.